# Юаньская драма

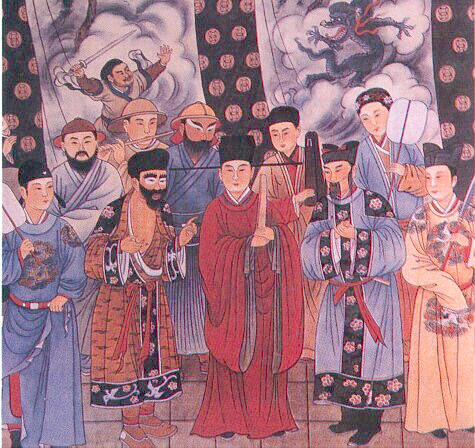
Исполнители юаньской драмы (актёры и музыканты, в том числе монголы в средневековых круглых шапках). Реконструкция настенной росписи храма Гуаншэн в Хунтуне, Шаньси, из альбома изданного в Китае Музеем Истории Общества).

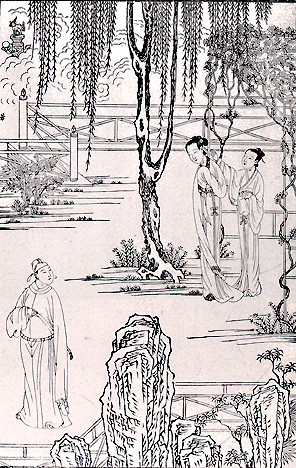
Иллюстрация из сборника пьес эпохи Юань, издание времён императора Ваньли.

Юа́ньская дра́ма (от имени династии Юань) или Цзацзюй (кит. трад. 雜劇, упр. 杂剧, пиньинь Zájù, буквально: «Смешанные представления») — классический жанр средневекового китайского театра, составивший главное литературное достояние Китая династии Юань (XIII-XIV века) и послуживший основой для школ традиционного китайского театра, в том числе Пекинской оперы.

## История
Слово «цзацзюй» («смешанные представления») употреблялось на юге Китая и ранее (в X—XIII веках) для обозначения небольших фарсовых пьес, которые назывались «смешанными», потому что состояли из трёх частей, мало связанных друг с другом и разных по характеру исполнения (на севере страны такие фарсы назывались «юаньбэнь»). Такие фарсы писались на бытовые или на исторические темы (их героями могли быть как лекари, монахи, школяры, чиновники, так и государи и полководцы прошлых времён). У этих пьес не было окончательно фиксированного текста, который вполне заменяло несложное либретто с возможностью импровизации. Известно около тысячи наименований подобных фарсов, однако ни один из сценарных планов не сохранился до нашего времени.
К середине XIII века наименование «цзацзюй» («смешанные представления») стало словесным обозначением совершенно иного жанра, возникшего на севере страны в первой половине XIII века в противоположность драме «наньси» (кит. трад. 南戲, упр. 南戏, пиньинь Nánxì, буквально: «южная драма»), бытовавшей на юге страны в XII-XIV веках. Второе наименование — «юаньская драма» — жанр получил позднее благодаря тому, что расцвет его приходится на эпоху правления монгольской династии Юань.
Доминирование в традиционном Китае конфуцианства в качестве государственной идеологии обуславливало крайне низкое положение театра относительно других видов искусства. Конфуцианство относилось к театру в лучшем случае как к «обезьянничеству». Юаньская администрация, полиэтничная и в большинстве случаев не имеющая классического китайского образования, в начальный период своего существования полностью игнорировала конфуцианскую систему ценностей. В то же время монголы с самого начала завоеваний проявили значительный интерес к зрелищным искусствам Китая (в частности, считается что вместе с их походами в мире распространился китайский «театр теней»). Юаньская драма — основное литературное достояние эпохи Юань и единственный театральный жанр, который связан с названием исторической династии Китая, тогда как другие театральные жанры, как правило, носят наименование по региону (что ставит их на уровень «местных традиций»).

## Особенности жанра
Для юаньской драмы свойственны четыре-пять актов, в каждом из которых присутствовал цикл арий одной тональности и с текстами на одну рифму, которые пел лишь один персонаж, мужской или женский, в то время как остальные вели прозаический диалог или декламировали стихи (разве что шут — «чоу» (кит. трад. 丑, пиньинь chŏu) — иногда исполнял комические песенки); между актами или в начале пьесы могла вставляться одна или две «сецзы» (букв. клин) — интермедии с усечённым циклом арий.

## Основные юаньские драматурги и произведения

### Четыре великих юаньских драматурга
Традиционно в китайской культуре выделяются «четыре великих юаньских драматурга» (буквально «великая четвёрка юаньского цюй» кит. 元曲四大家) : Бо Пу, Гуань Ханьцин, Ма Чжиюань и Чжэн Гуанцзу. Различные китайские образовательные традиции задают различный порядок их упоминания, при этом обычно ставя первым Гуань Ханьцина и дискутируя относительно логики расстановки остальных. Среди других заметных драматургов эпохи обычно называют Кан Цзиньчжи, Ли Хаогу, Чжан Гобинь, Чжэн Тинъюй и Ян Цзиньсянь.

### Западный флигель
Ван Шифу прославился оригинальной пьесой «Западный флигель», более длинной, чем обычные пьесы. Она была оценена как одно из сокровищ национальной литературы, в этом качестве входила в литературные антологии, а при династии Цин преследовалась.

### Сирота из рода Чжао
Первое произведение китайской литературы, получившее распространение и популярность в Европе в адаптациях — пьеса «Сирота из рода Чжао» Цзи Цзюньсяня, которая была переведена на французский язык в 30-х гг. XVIII в. Её адаптации — это «Китайский сирота» Вольтера, «Китайский герой» Пьетро Метастазио и др.

### Осень в ханьском дворце
Мотивы этой пьесы имеют многочисленные параллели в фольклоре народов Азии, ее героиня Ван Чжаоцзюнь сопричтена к лику Четырех красавиц Китая, а география и сюжет отчасти совпадают с историей смерти Чингис-хана, приводимой в поздней летописной традиции (на что указывал ещё И. Бичурин). 

## Влияние
Юаньская драма распространилась по всему Китаю и со временем приняла множество региональных форм. Наиболее известная из них — современная пекинская опера.